# NGC 4799
NGC 4799 is een spiraalvormig sterrenstelsel in het sterrenbeeld Maagd. Het hemelobject werd op 30 april 1786 ontdekt door de Duits-Britse astronoom William Herschel.

## Synoniemen
- UGC 8043
- MCG 1-33-25
- ZWG 43.66
- IRAS 12526+0310
- PGC 44017